# 荒漠伯劳

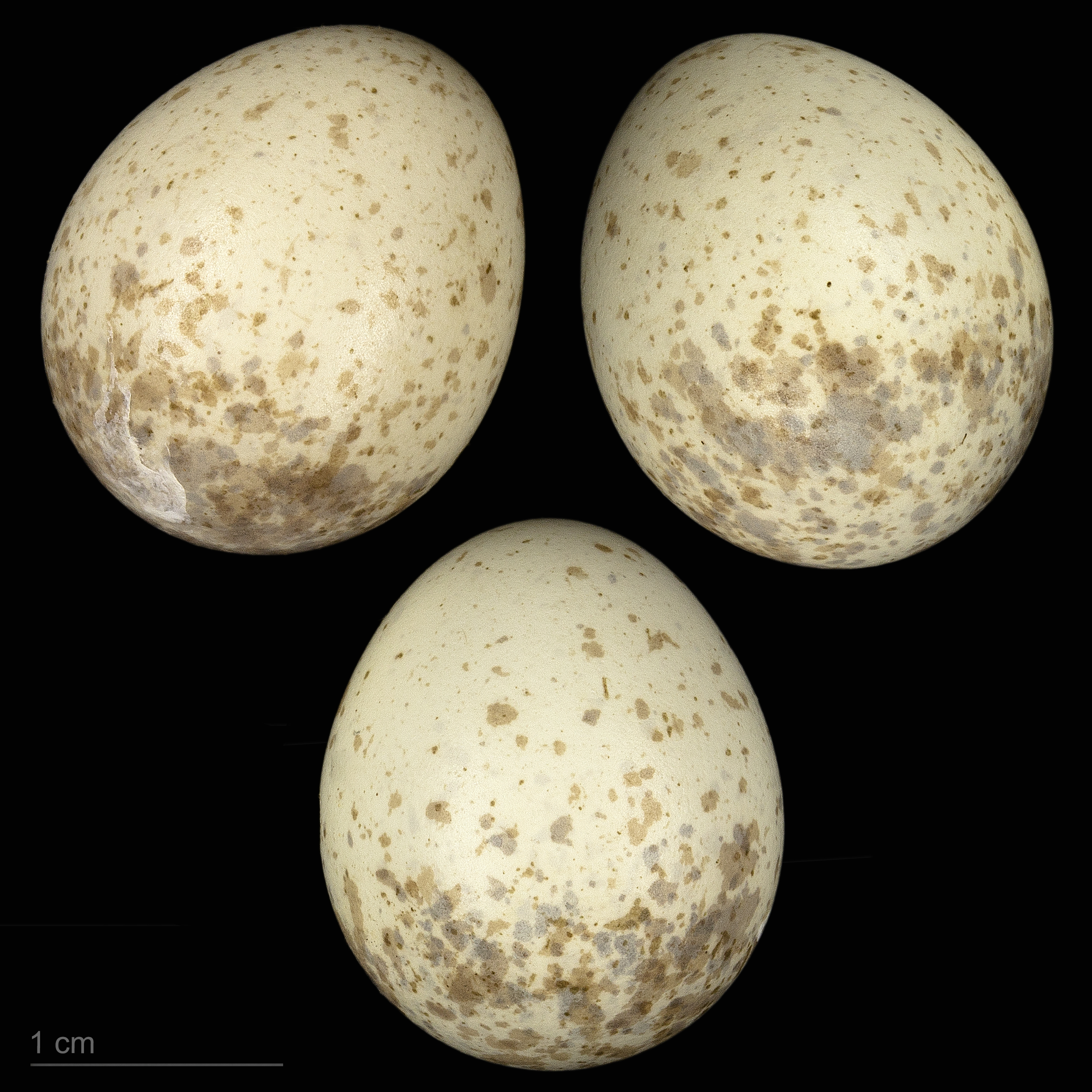
卵 Lanius isabellinus phoenicuroides

荒漠伯劳（学名：Lanius isabellinus）为伯劳科伯劳属的一种，分布于欧洲、亚洲中部和西部、非洲及中国的黑龙江、内蒙古、甘肃、宁夏、青海、新疆等地，常见于荒漠地区疏林地带及绿洲、村落附近。该物种的模式产地在沙烏地阿拉伯麥加省贡费宰。

## 亚种
- 荒漠伯劳指名亚种（学名：Lanius isabellinus isabellinus）。分布于俄罗斯、伊朗、伊拉克、印度、非洲及中国的新疆、甘肃等地。该物种的模式产地在阿拉伯Gumfuda。[2]
- 荒漠伯劳天山亚种（学名：Lanius isabellinus phoenicuroides）。分布于俄罗斯、乌克兰、印度、阿富汗、伊朗、伊拉克至非洲东北部及中国新疆等地。该物种的模式产地在突厥斯坦的奇姆肯特。[3]
- 荒漠伯劳内蒙古亚种（学名：Lanius isabellinus speculigerus）。分布于俄罗斯至蒙古、西亚、非洲及中国的黑龙江、内蒙古、宁夏、甘肃、新疆等地。该物种的模式产地在西伯利亚中部。[4]
- 荒漠伯劳青海亚种（学名：Lanius isabellinus tsaidamensis）。分布于俄罗斯及中国的青海、新疆等地。该物种的模式产地在青海柴达木盆地。[5]